# 玉环站
玉环站位于中国浙江省台州市玉环市芦浦镇隔岭村。是中国铁路上海局集团有限公司管辖车站，为杭台高速铁路的终点站。目前该站正在建设中，2022年3月开工，预计2025年正式投入运营，届时会结束玉环市不能办理铁路客运业务的历史。

## 历史

### 规划
2017年6月，原中国铁路总公司出具新建杭绍台高速铁路（温岭至玉环段）预可研报告评审意见（经规线函〔2017〕212号）。这标志杭绍台高速铁路（温岭至玉环段）立项。
2017年10月，中铁五院发布杭绍台高速铁路（温岭至玉环段）环评文件。文件中提到玉环站设到发线6条（其中正线2条），存车线2条，并预留维修工区设置条件。
2018年12月，浙江省发改委批复同意杭绍台高速铁路温岭至玉环段初步设计，玉环站近期按尽端车站设计，仅建设4条到发线和2座岛式站台，设维修值守点。
2019年9月，中铁经规院受台州铁路建设投资有限公司委托，举办向公众公开征集杭绍台高速铁路玉环站建筑概念设计方案的活动。
2020年2月，经中铁经规院多轮筛选，选出三个入围的玉环站站房设计方案，在玉环发布公示征求公众意见。
2020年7月，杭绍台高速铁路（温岭至玉环段）站房设计方案实施审查会召开。（玉环站采用方案一“无限之环”设计）
2020年9月，玉环站站房通过初步设计审查。
2022年11月，因预留对接甬广高速铁路发展条件，经浙江省发改委批复同意，将玉环站站场规模从原来的“2岛4线”调整为“2台5线”，并增加了玉环站站房规模。

### 建设
2022年5月，玉环站站前工程正式开工。

## 车站结构

### 站房
玉环站设一个站房，站房面积22000平方米。

### 站场
玉环站既有杭台客专场设2台5线，不设存车线和维修工区，仅设维修点。车站南端预留对接甬广高铁正线发展条件。
| 3站台    | 杭台高速铁路 往杭州东方向（温岭西）        |
| 岛式月台 |                                            |
| 2站台    | 杭台高速铁路 往杭州东方向（温岭西）        |
| 正线     | 杭台高速铁路 上行列车                      |
| 正线     | 杭台高速铁路 下行列车                      |
| 1站台    | 杭台高速铁路 往玉环方向（玉环）            |
| 侧式月台 |                                            |
| 北站房   | 出站口、进站口、售票、候车、检票、办公区域 |

## 接驳交通

### 轨道交通
- 台州市域铁路S1线玉环火车站站（已列入规划，目前尚未建设，预计国铁玉环站2025年投入运营后，开始进入建设阶段。）